# Studentiaden
Studentiaden är ett mästerskap som arrangeras av föreningar som är anslutna till Sveriges Akademiska Idrottsförbund (SAIF) i samarbete med SAIF. Studentiaden arrangeras en gång varje vår på olika orter i Sverige. Vanligtvis två år i rad på varje ort. 
Under Studentiaden avgörs Student-SM i ett flertal olika idrotter, vilka varierar från år till år. Vanliga idrotter är fotboll, innebandy och volleyboll.
Studentiaden 2011 ägde rum i Stockholm på Bosön. Där avgjordes Student-SM i fotboll, innebandy, orientering och streetbasket.

## Resultat fotboll
Herrar, segrande lag
- 2011, Pars FC Örebro (PFC)

Mixed, segrande lag
- 2011, GIH IF Stockholm

## Resultat innebandy
Herrar, segrande lag

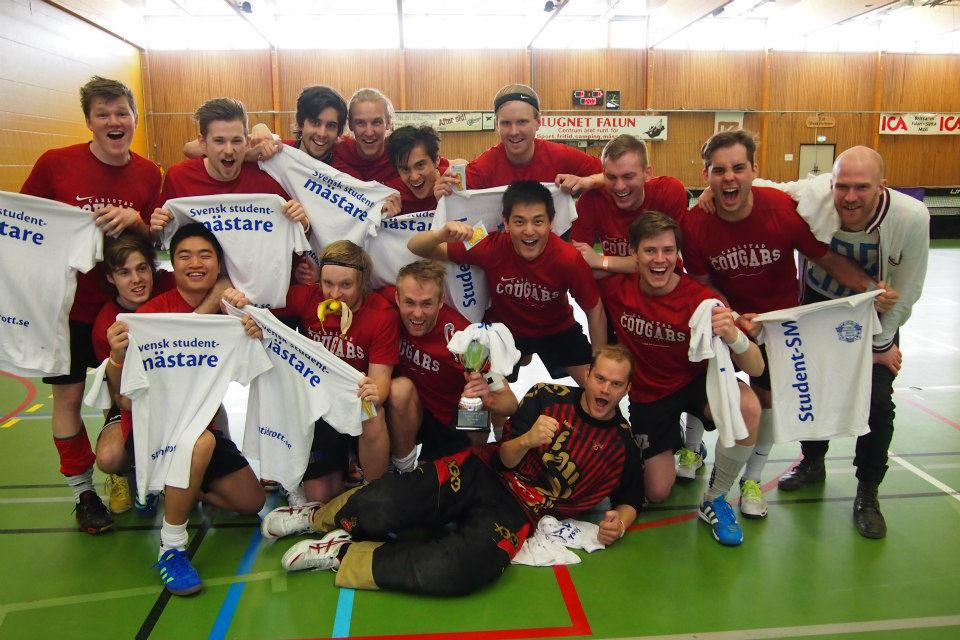
Vinnarna i herrinnebandy 2013, Carlstad Cougars.

- 2016, Linköpings universitets idrottsförening (LiU AIF)[1]
- 2015, Växjö universitets Gymnastik- och idrottsförening (VUGI)[2]
- 2014, Jönköping studenters IF (JSIF)[3]
- 2013, Carlstad Cougars[4]
- 2012, Uppsalaekonomernas IF[5]
- 2011, Karlstads universitets idrottsförening (Kau IBF)[6]
- 2010, Karlstads universitets idrottsförening (Kau IBF)[källa behövs]